# Mattia Agostinacchio
Mattia Agostinacchio, né le 13 septembre 2007 à Aoste, est un coureur cycliste italien. Il pratique le cyclisme sur route et le cyclo-cross.

## Biographie
Originaire du Val d'Aoste, Mattia Agostinacchio commence le cyclisme dès son plus jeune âge par le VTT, une discipline que pratique aussi son frère aîné Filippo,. Il participe à ses premières compétitions sur route en 2023, après avoir subi une blessure. Durant cette année, il s'impose à plusieurs reprises dans des courses locales. Il réalise également des performances notables en cyclo-cross. 
Chez les juniors, il intègre rapidement l'équipe nationale d'Italie, grâce à ses bons résultats. Il se fait alors remarquer au niveau international. Rapide au sprint, il termine deuxième de l'étape inaugurale du Grand Prix Rüebliland en 2024. Il obtient également de nombreuses victoires en cyclo-cross. Dans cette dernière discipline, il est sacré champion d'Europe et champion du monde junior en individuel. Il devient par ailleurs champion continental et vice-champion du monde en relais mixte, aux côtés notamment de son frère Filippo. 
Au printemps 2025, il effectue sa reprise sur route, après un hiver réussi en cyclo-cross. Sous les couleurs d'un club de Treviglio, il gagne trois épreuves italiennes. Il participe ensuite à diverses manches de la Coupe des Nations Juniors. Lors de la Course de la Paix juniors, il finit deuxième d'une étape et du classement par points. Quelque temps plus tard, il se classe deuxième du Trophée Centre Morbihan, tout en ayant remporté la dernière étape. Il accomplit à cette occasion un raid en solitaire. Ses prestations attirent l'attention de plusieurs équipes professionnelles, comme EF Education-EasyPost ou Ineos Grenadiers.

## Palmarès sur route
- 2024
  - Trofeo Cassa Rurale ed Artigiana di Cantù
- 2025
  - Gran Premio Liberazione Città di Massa Juniors
  - Gran Premio BCC Cantù
  - Trofeo Edil Group CostruzionIi
  - 3e étape du Trophée Centre Morbihan
  - 2e du Trophée Centre Morbihan

## Palmarès en cyclo-cross
- 2023-2024
  - 3e du championnat d'Italie de cyclo-cross en relais mixte
  - 10e du championnat d'Europe de cyclo-cross juniors
- 2024-2025
  -  Champion du monde de cyclo-cross juniors[7]
  -  Champion d'Europe de cyclo-cross juniors
  -  Champion d'Europe de cyclo-cross en relais mixte
  -  Champion d'Italie de cyclo-cross en relais mixte
  -  Médaillé d'argent du championnat du monde de cyclo-cross en relais mixte